# Гулинци (дем Суровичево)
 Тази статия е за селото в Гърция.  За едноименното село в Република Македония вижте Гулинци (община Ранковце).  
Гулинци (на гръцки: Ροδώνας, Родонас, катаревуса: Ροδών, Родон, до 1926 година Γκιούλεντς или Γκιουλέντζα, Гуленц, Гулендза) е село в Република Гърция, в дем Суровичево (Аминдео), област Западна Македония.

## География
Селото е разположено на 28 километра югоизточно от град Лерин (Флорина) и на 6 километра западно от демовия център Суровичево (Аминдео) по пътя за Костур.

## История
На мястото на Родонас има останки от средновековно селище, за което свидетелстват останките от сграда от византийската епоха в местността Тумба ливада.

### В Османската империя
През османската епоха селото е заселено от българи, за което говори и българското му име Гулинци. В османски данъчни регистри на християнското население от вилаета Филорине от 1626-1627 година е отбелязано село Гюлюнче с 82 джизие ханета (домакинства).
През XVIII век Али паша Янински заселва в селото турци юруци. В края на XIX век Гулинци е смесено турско-циганско мюсюлманско село. В 1848 година руският славист Виктор Григорович описва в „Очерк путешествия по Европейской Турции“ Гулинци като българско село.
В „Етнография на вилаетите Адрианопол, Монастир и Салоника“, издадена в Константинопол в 1878 година и отразяваща статистиката на населението от 1873 година, Гулинци е споменато два пъти - веднъж като Гуленци (Goulentzi), село в Леринска каза с 27 домакинства и 82 жители цигани и втори път като Гулинци (Goulintzi), село в каза Джумали със 110 домакинства и 55 жители мюсюлмани и 350 българи.
Според Васил Кънчов („Македония. Етнография и статистика“) в Гулинци в 1900 година живеят 20 турци и 150 цигани.
На Етнографската карта на Битолския вилает на Картографския институт в София от 1901 година Гуленци е смесено село българи, власи, албанци и турци в Леринската каза на Битолския санджак с 39 къщи.
По данни на секретаря на екзархията Димитър Мишев („La Macédoine et sa Population Chrétienne“) в 1905 година в селото живеят и 16 българи екзархисти и 18 албанци християни.

### В Гърция
По време на Балканската война в селото влизат гръцки части, а след Междусъюзническата Гулинци попада в Гърция. Боривое Милоевич пише в 1921 година („Южна Македония“), че Гюлинци (Гjулинци) има 15 къщи турци. След Гръцко-турската война при обмяната на населението между Турция и Гърция мюсюлманското население от Гулинци се изселва и на негово място са заселени бежанци от Кавказ. В 1928 година селото е чисто бежанско и има 28 бежански семейства с 91 души. В 1926 година селото е прекръстено на Родон.
| Име    | Име     | Ново име       | Ново име        | Описание |
| ------ | ------- | -------------- | --------------- | -------- |
| Брамос | Μπράμος | Лохагу Коскина | Λοχαγού Κοσκινά |          |

### Преброявания
- 1913 – 97 жители
- 1928 – 110 жители
- 1940 – 283 жители
- 1951 – 220 жители
- 1961 – 240 жители
- 1971 – 180 жители
- 2001 – 107 жители
- 2011 – 93 жители